# Елбасан
Елбасан (алб. Elbasan или Elbasani) град и седиште истоименог округа у средишњој Албанији. Према попису из 2023. било је 66.834 становника. Налази се код реке Шкумбе.

## Историја
Године 1254. Елбасан је припао Никеји, након победе Никејског цара Јована Дуке Ватаца, у рату против епирског деспота Михаила II.
Путописац Милош Милојевић закључује да Елбасан, значи "бела жена", тј. "белог краља жена" - настало по Косари, жени краља Владимира.
Елбасан је 1850. године седиште истоимене нахије, у Битољском пашалуку. То је важно трговачко место на цариградско-скадарском друму, чији је стари назив био Албанополис. Град је смештен у подножју Кандавских планина, у плодној долини, близу ушћа реке Черенике у Ушкомобин. Долина је засејана пиринчем, и засађена виноградима и маслињацима. Тада је град бројао око 5.000 становника "Шћипетара" - "већом страном грчкога (православни) и католичкога закона", који се трговином занимају. Око Божића се ту одржава велики вашар.
Православни Хришћани су имали митрополита "у Драчу, са столицом у Елбасану, и у овом јесу племена 'шћипетарска'".
Град Елбасан се 1894. године налазио на десној обали реке Шкумбе. Становништво је било тројако: у центру (кастра - тврђава) насеља су Албанци Хришћани (150-200 породица), око центра је широк муслимански појас (500-600 кућа), а изван вароши су Власи (Цинцари, са 160-180 кућа). У месту је била православна црква у византијском стилу, грађена "пре 80 година", а ту су и грчка мушка и женска основна школа. Албанци су углавном знали грчки језик; албански и грчки се могао чути на пустим улицама тог сиромашног места. Базар су чинила два тесна низа дрвених дућана. Подела и мржња између Хришћана и Муслимана је била велика; често на ивици сукоба. Цинцари су имали своју компактну колонију, са православном црквом и школом.
Након Конгреса у "Манастиру" (данашњи град Битољ у Македонији) 1908. године, латиница је изабрана за писани албански језик, те су муслимански активисти, под утицајем Младих Турака (тур. Jön Türkler), одржали више демонстрација за арапско писмо у Елбасану.
Јануара 1913. године у Елбасан су ушле српске комите, а три дана затим и српска војска - 18. пук. Због одбијања Албанаца да предају оружје, српска војска је водила борбе са њима у околини града. Ту су биле једно време стациониране српске формације: пет батаљона пешадије, једна брдска батерија и вод коњице. Јуна 1914. године Елбасан су заузели устаници, који се боре против албанске владе. Маја 1915. године Елбасан је био у српским рукама, заслугом пуковника Петра Мишића. Бугарска војска је 12. фебруара 1916. године преузела Елбасан. Септембра 1918. године српске трупе заузимају по ко зна који пут тај град.
Године 1934. Елбасан су сматрали за "најстарији град Албаније". У граду су се још могле видети лепе беговске куће, а ту су живели бројни богаташи. Народ је живео од земљорадње и сточарства, а приходи су стизали нарочито од продаје маслиновог уља. Постојала је ту фабрика рафинисаног шпиритуса власника Руса, Андрејева. У месту су биле две православне и једна католичка црква, две школе и зграда православне Митрополије, те мали биоскоп - намењен војницима.
Почетком 1941. године Британска авијација је бомбардовала град Елбасан.
До почетка Другог светског рата, Елбасан је личио на типичан османски град у Албанији, са мешавином источних и средњовековних зграда, уских поплочаних улица и велики базар где се турски још увек могао чути. Постојало је јасно дефинисано хришћанско насеље унутар зидина тврђаве, влашки дистрикт у предграђу и више џамија и исламских зграда. У то време је град имао популацију од око 15.000 становника.
Елбасан је био под контролом више различитих група, укључујући Србе, Бугаре, Аустријанце и Италијане. Град је остао центар ислама у Албанији и након турске окупације. Једно од места Округа Елбасан је и Пекињ.

## Срби у Елбасану
Српски краљ Владимир је оженивши Косару, кћерку "словенског цара" Самуила добио у посед територију у којој се налазио и Елбасан. Ту је Владимир имао своју престоницу, град "Албас", Албасан - и коначно Елбасан".
Године 1862. у Елбасану је било 1000 турских кућа и још око 300 хришћанских.
У центру града постоји православна црква, а око 7 km изван града постоји стари манастир и православна црква где су мошти Јована Владимира, владар Дукље, најистакнутије српске кнежевине 11. века, чуване од 1381. године. Године 1995. мошти српског краља и светитеља су пребачене у саборну цркву у Тирани, у седиште Албанске православне цркве.
Православни манастир удаљен пет километара од Елбасана, назван је по Св. Јовану Владимиру ("Шин Ђон"). Свечеве мошти је ту пренела, из цркве Св. Јована Крститеља (цареве задужбине - у Дибри) у (тада српском селу) селу Песочани, где су пет година чуване, удова српска краљица Косара. Косара се у том манастиру касније и замонашила, а ту је наводно умрла и сахрањена. Манастир је претрпео пожар и 1925. године ту су се могле видети само светитељеве мошти у ћивоту и једна стара избледела "словенска" икона Св. Владимира, рађена на дасци. Дрвени ћивот је био похрањен у малој капели, озиданој у левом делу олтара, од којег је одвојена дрвеном преградом.
Српска војска је током Првог балканског рата заузела Елбасан, "колевку српске културе". Три дана пре војске, 18. новембра 1913. године у град су ушле комитске чете, под командом четничког војводе Дула Димитријевића. Варош је била прилично мирна, ако се изузму наоружани Арнаути по улицама, док су њихове вође држале седницу у "ућумату", под албанском црвеном заставом са црним орловима. Албански прваци су комитама предали меморандум у којем је писало да се Албанија отцепила од Турске, и да се њене државне границе морају поштовати. Срби су им одговорили да то не важи, јер су Албанци ратовали на турској страни, и да су поражена страна. Како су Арнаути одбијали да предају магацине са храном и муницијом, Срби комите су их разоружали. Власт су преузели Срби, о томе је издат проглас грађанима, на зграду "ућумата" (суда) постављена је српска застава а први председник српске општине Елбасан, постао је војвода Душан Димитријевић. Срби су затим у року од пет дана разоружали увек бунтовну и непокорну Ћерменику и 11 околних села. Елбасан и његову околину вековима су терорисале разбојничке банде, одметнуте од турске власти. Есад-паша председник албанске владе се једном приликом искрено захвалио Србији што је ослободила град од тих албанских банди. Писао је своје импресије 1913. године из Елбасана (центра Арнаута) један Србин, командир чете: "Овде је дивљина, која ме ужасава". Па наставља опис наводећи да има пуно улица "али ни једна није лепа", а никаквог реда у кућама, јер "нема никакве регулације, све је рађено без икаквог плана". Куће и дућани су све од дрвета, а "кад ветар дува сва се кућа тресе". Стање је по улицама је безнадежно: "ђубре је по улицама превазишло сваку меру, а пси су сву варош загадили". А тек у кућама, које имају само огњиште: "Мурдалук је неописан, ту једу, ту погане, ту се умивају, ту спавају, једном речју - све на једном месту раде". За људе примећује: "Само варошани нису толико дивљаци, али сељаци су рођени разбојници". Срби су ред и мир у том јадном граду чували "пушком и топом". Српски језик је мало ко знао; споразумевали су се војници са народом, са прстима. Ту порез турској држави нико никад није плаћао. Арнаути су живели од пљачке; сачекивали трговачке караване. Закључивши на крају дубоко потресен људима и ситуацијом "Албанија ће остати (ако постане самостална држава) ругло Европе".

## Становништво
Према попису из 2023. било је 66.834 становника, док је у истоименој општини било 115.101 људи.

## Партнерски градови
- Novi Ligure
- Турку
- Тревизо
- Косовска Митровица
- Дунаујварош